# Autoportrait (Picasso, 1901)
Pour les articles homonymes, voir Autoportrait (homonymie).
Autoportrait est un tableau réalisé par l'artiste espagnol Pablo Picasso en décembre 1901, durant sa période bleue (1901-1904). Il est aujourd'hui conservé au Musée Picasso-Paris.

## Contexte
La période bleue de Picasso commence au début de l'année 1901, après le suicide d’un de ses proches amis, Carles Casagemas, qui va beaucoup l’affecter et l'influencer. « C’est en pensant à Casagemas que je me suis mis à peindre en bleu » dira-t-il. Le tableau Casagemas dans son cercueil est considéré comme la première œuvre de cette période,. 
Il entame une série de tableaux pratiquement monochromatiques bleus. Pour Picasso, la couleur bleue exprime la misère, la vieillesse, la mort et la froideur du monde, comme le témoignent les portraits réalisés durant cette période : vieillard, femmes de mauvaise vie, aveugle ou mendiant…

## Description
L'Autoportrait est une huile sur toile de 81 × 60 cm. Pablo Picasso se représente comme un personnage solitaire, abandonné, miséreux, vêtu d’un large manteau bleu foncé. Il est de trois-quarts à droite du tableau, laissant un espace tout le long de la bande gauche. Il a le regard vide, néanmoins dirigé vers le spectateur. 
À cette date, il n’a que 20 ans et pourtant, il apparaît beaucoup plus vieux : son visage est creusé, ses traits sont tirés, son teint est pâle. Seules sa moustache et sa barbe en collier (fictives, il n'en a jamais porté) se distinguent de son visage, par leur couleur brune. Sa chevelure, très foncée, dont la couleur est quasi identique à celle du manteau, semble tout comme celui-ci être très schématisée sans aucun détail. L'atmosphère semble glaciale, avec ses lèvres, pommettes et oreilles légèrement rosées par le froid.
Le fond est monochrome, dans une couleur bleu clair, un peu verdâtre,.

## Influences
Le maniérisme, empreint de misérabilisme, évoque la peinture réaliste du Siècle d'or espagnol. Picasso s’inspire de Diego Velasquez ou Luis de Morales par le travail des couleurs avec des aplats et de grands monochromes en arrière-plans. On retrouve l'influence du Greco, notamment par sa barbe taillée à la manière des Grands d'Espagne. 
À cette période, Picasso commence également à s'intéresser aux artistes français tels qu’Henri de Toulouse-Lautrec ou Paul Gauguin, qu’il côtoie dans les quartiers de Montmartre et Pigalle. Le traitement de son vêtement évoque leurs travaux, avec une impression de matière et selon, de légèreté et de souplesse, ou de rigidité et d’épaisseur.   
Enfin, le regard sombre et profond qu'il s’attribue évoque les autoportraits de Vincent Van Gogh, exprimant une intensité psychologique et une détresse perceptibles,. 